# Carinefferia
Carinefferia is een vliegengeslacht uit de familie van de roofvliegen (Asilidae).

## Soorten
- C. aper (Walker, 1855)
- C. caliente (Wilcox, 1966)
- C. carinata (Bellardi, 1861)
- C. concinnata (Williston, 1901)
- C. costalis (Williston, 1885)
- C. cressoni (Hine, 1919)
- C. jubata (Williston, 1885)
- C. latruncula (Williston, 1885)
- C. ordwayae (Wilcox, 1966)
- C. parvula (Bellardi, 1861)
- C. prolificus (Osten-Sacken, 1887)
- C. subcuprea (Schaeffer, 1916)
- C. willistoni (Hine, 1919)